# Auglaize County
Auglaize County er et county i den amerikanske delstat Ohio, med 46 611 indbygger(2000). Amtets administration er placeret i Wapakoneta.

## Demografi
Ifølge folketællingen fra 2000 boede der 46,611 personer i amtet. Der var 17,376 husstande med 12,771 familier. Befolkningstætheden var 45 personer pr. km². Befolkningens etniske sammensætning var som følger: 98.12 % hvide, 0.24 % afroamerikanere.
Der var 17,376 husstande, hvoraf 35.30 % havde børn under 18 år boende. 62.10 % var ægtepar, som boede sammen, 7.80 % havde en enlig kvindelig forsøger som beboer, og 26.50 % var ikke-familier. 23.30 % af alle husstande bestod af enlige, og i 10.50 % af tilfældene boede der en person som var 65 år eller ældre.
Gennemsnitsindkomsten for en hustand var $43,367 årligt, mens gennemsnitsindkomsten for en familie var på $50,024 årligt.